# Chicão
Anderson Sebastião  Cardoso (Mogi Guaçu, Estado de Sao Paulo, 3 de junio de 1981) es un futbolista brasileño conocido popularmente como  Chicão. Juega de defensa y su actual equipo es el Bahia del Campeonato Brasileño de Serie B.

## Trayectoria
El defensor comenzó su carrera en Mogi Mirim (2000 a 2003), el equipo cerca de su ciudad natal. Portuguesa Santista también aprobada por el (2003 a 2004), América (2004 a 2005), Juventude (2006) y Figueirense (2006-2007).
Fue contratado por Corinthians para la temporada 2008 el Campeonato Paulista y el Campeonato Brasileiro - Serie B y ha sido uno de los aspectos más destacados del equipo de Sao Paulo. Llegó, junto con Timon, en la final de la Copa do Brazil en 2008 y se quedó con el vicecampeonato.

## Clubes
| Club                | País   | Año           |
| ------------------- | ------ | ------------- |
| Mogi Mirim          | Brasil | 2000-2003     |
| Portuguesa Santista | Brasil | 2003-2004     |
| América Mineiro     | Brasil | 2004-2005     |
| Juventude           | Brasil | 2006          |
| Figueirense         | Brasil | 2006-2007     |
| Corinthians         | Brasil | 2008-2013     |
| Flamengo            | Brasil | 2013-2014     |
| Bahia               | Brasil | 2015-Presente |

## Palmarés

### Campeonatos nacionales
| Título                 | Club           | País   | Año  |
| ---------------------- | -------------- | ------ | ---- |
| Campeonato Catarinense | Figueirense FC | Brasil | 2006 |
| Serie B                | Corinthians    | Brasil | 2008 |
| Campeonato Paulista    | Corinthians    | Brasil | 2009 |
| Copa de Brasil         | Corinthians    | Brasil | 2009 |
| Campeonato Brasileño   | Corinthians    | Brasil | 2011 |
| Campeonato Paulista    | Corinthians    | Brasil | 2013 |
| Copa de Brasil         | Flamengo       | Brasil | 2013 |
| Taça Guanabara         | Flamengo       | Brasil | 2014 |
| Campeonato Carioca     | Flamengo       | Brasil | 2014 |

### Copas internacionales
| Título                 | Club        | País   | Año  |
| ---------------------- | ----------- | ------ | ---- |
| Copa Libertadores      | Corinthians | Brasil | 2012 |
| Copa Mundial de Clubes | Corinthians | Japón  | 2012 |
| Recopa Sudamericana    | Corinthians | Brasil | 2013 |